# Elisabeth Schumann
Elisabeth Schumann, nascuda en Merseburg (Turingia) el 13 de juny de 1888 i morta a Nova York el 23 d'abril de 1952, va ser una soprano lírica alemanya molt apreciada per la puresa de la seva veu cristal·lina i expressiva. Va començar cantant com a soprano soubrette per evolucionar cap a altres rols lírics passant a papers de coloratura, i a vegades a rols dramàtics.

## Carrera
Filla de l'organista i professor de música Alfred Schumann i la soprano amateur Emma Schumann, els qui davant les seves excepcionals condicions naturals la van educar per portar endavant una carrera de cantant a les ciutats de Berlín i Dresden.
Va debutar en un escenari a Hamburg el 1909, després de demanar una audició en la qual va anar immediatament contractada. El seu primer paper va ser el pastor a Tannhäuser de Richard Wagner, la primera òpera que havia vist en la seva vida, als 7 anys. En aquest temps, casada amb l'arquitecte Walther Puritz va mantenir un romanç amb el director Otto Klemperer, que va acabar en escàndol i l'expulsió del director de l'Òpera d'Hamburg. Es va consagrar el 1911 com a Sophie en l'estrena hamburguesa de Der Rosenkavalier.

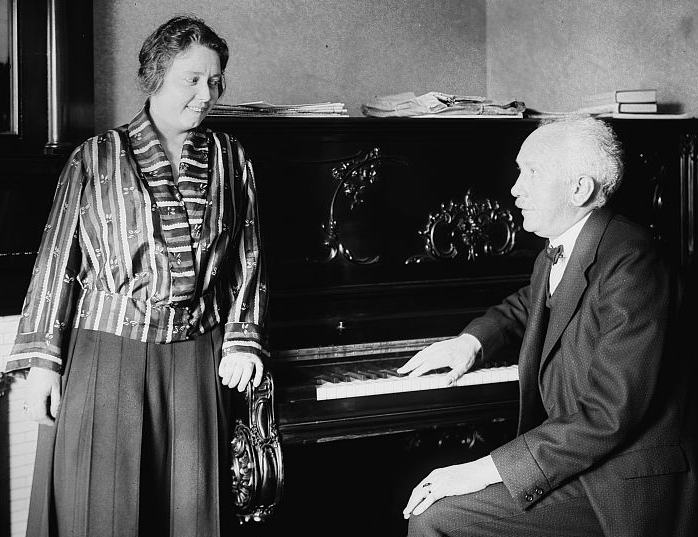
Elisabeth Schumann al costat de Richard Strauss

Després del seu sensacional debut al Metropolitan Opera el 1914-15, entre 1919 i 1937 va ser estrella absoluta a la Wiener Staatsoper, a més de Salzburg, París i Londres.
El 1938, mentre es trobava en una gira per França, es va produir l'Anschluss d'Àustria i Alemanya. La cantant mantenia una relació amb el doctor Hans Krüger d'origen jueu. Va ajudar a Krüger a escapar i junts van emigrar als Estats Units d'Amèrica, on es va unir a l'Institut de música Curtis de Filadèlfia com una de les seves més famoses mestres de cant. Es van casar però el matrimoni va acabar en amarg divorci sis anys més tard.
Després de la guerra va viatjar a Londres el 1945, amb gran èxit en el seu retorn a Europa.
Va estar estretament vinculada a Richard Strauss, en va ser una de les seves sopranos favorites, també amb Lotte Lehmann, Bruno Walter, Wilhelm Furtwängler, així com altres músics destacats de la primera meitat del segle xx.
Es va casar tres vegades, primer amb l'arquitecte Walther Puritz (1882-?) -pare del seu fill Gerd Puritz, autor de la seva biografia-, amb el director d'orquestra Karl Alwin (1891- 1945) i amb el dermatòleg Hans Krüger.
Va morir a Londres d'una hemorràgia cerebral després de diagnosticar-se-li càncer d'ossos.

## Reconeixements
Schumann va ser Membre Honorari de l'Òpera Estatal de Viena i va ser la primera dona reconeguda com a Membre Honorari de la Filharmònica de Viena.

## Biografia
- Elisabeth Schumann - Gerd Puritz, Londres ISBN 0-7293-0394-2